# 中村雅之
中村 雅之（なかむら まさゆき、1967年 - 2022年）は、日本の漫画家。

## 経歴
1988年（昭和63年）3月、東京デザイナー学院アニメーション科卒業。卒業制作「疾風怒濤ストレイター」ではキャラクターデザインと主人公ストレイターの声を担当。
『月刊少年ジャンプ』の新人発掘企画である「勝ちぬき!ギャグバトル」の第2回（1990年5月号）に「必殺ひねくれ人」でチャレンジャーとして参戦。チャンピオンの汐魅Aと引き分け、第3回の再戦において「愉怪談」で新チャンピオンの座を獲得。
5回勝ち抜きで本誌連載デビューが約束されている企画だったが、3回勝ち抜き後の4回目（第6回・1990年9月号）で笠原人志に敗れる。その後、歴代チャンピオンとして『月刊少年ジャンプオリジナル』に読み切り作品を掲載する。
『月刊少年ジャンプ』1992年1月号より「日本ふかし話」を連載するが、12月号掲載分を最後に病気のため休載となる。
以降は療養生活を送っていたが、2022年8月5日に死去。

## 単行本
- 日本ふかし話（ジャンプコミックス 全1巻）

1話～9話が収録されている。10話～12話は単行本未収録。
- 月刊少年ジャンプ選 ギャグバトルスペシャル（ジャンプスーパーエース 全1巻）

「必殺ひねくれ人」「愉怪談」「摩訶不思議つゆ話」「つっぱりカーニバル」「灼熱!プールへいこう」を収録。